# قضایای بنیادی اقتصاد رفاه
قضایای اصلی رفاه دو قضیه‌ای هستند که رابطهٔ بین تعادل اقتصادی و بهینگی پرتو را تبیین می‌کنند. قضیهٔ اول رفاه اثبات می‌کند که هر تعادل والراسی یک تخصیص بهینهٔ پرتوست. قضیهٔ دوم رفاه بیان می‌دارد که هر تخصیص بهینهٔ پرتو با بازتوزیع مواهب اولیه از طریق مکانیزم بازار قابل دست‌یابی‌ست.
به دلیل رابطهٔ تنگاتنگ اقتصاد رفاه با نظریه‌های انتخاب اجتماعی برخی نظریهٔ امکان‌ناپذیری ارو را به عنوان قضیهٔ سوم رفاه در نظر می‌گیرند. این قضیه بیان می‌دارد که با رای‌گیری عمومی نمی‌توان سیستم ترجیحات ترتیبی جامعه را بین سه گزینه یا بیشتر تعیین کرد به‌طوری‌که ترجیحات سازگار و عقلایی باشند.

## قضیهٔ اول رفاه
این قضیه نخستین بار توسط لرنر در مقالهٔ سال ۱۹۳۴ خود و سپس در کتابش در سال ۱۹۴۴ با نام «کنترل منابع اقتصادی» مطرح شد. بعدها اثبات‌های مشابهی در اسکار لانژ (۱۹۲) و کنت ارو (۱۹۵۱) ارائه شد ولی اثبات لرنر بیشتر مورد قبول عام یافت.
قضیهٔ اول رفاه بیان می‌دارد که اگر فرض ضعیف اشباع ناپذیری موضعی ترجیحات برقرار باشد هر تعادل قیمتی همراه با انتقالات یا به‌طور خاص هر تعادل والراسی یک تخصیص بهینهٔ پرتوست. شرط اشباع ناپذیری موضعی ترجیحات تنها شرط لازم برای رسیدن به این نتیجه است. این قضیه بیان رسمی‌ای از مفهوم دست نامرئی بازار آدام اسمیت است.
دو نکته در اینجا قابل ذکراند. اولاً، با وجود اینکه به نظر می‌رسد این قضیه فقط نیاز به یک فرض ضعیف دارد با این حال دو فرض قوی در آن مستتر است: یکی اینکه بازارها کامل اند و اطلاعات متقارن است و دیگر این‌که آحاد اقتصادی قیمت پذیرند. (حتی اگر این دوفرض هم برقرار باشند باز هم قضیهٔ اول رفاه در مدل‌های نسل‌های همپوش نقض می‌شود) ثانیاً، این قضیه در مورد مطلوبیت تعادل از دیدگاه بازتوزیعی صحبت نمی‌کند.

## قضیه دوم رفاه
این قضیه در واقع معکوس قضیهٔ اول است. لانژ و تیلور (۱۹۳۸) و لرنر (۱۹۴۴) سعی کردند معکوس قضیهٔ اول را بیان کنند با این حال اثبات رسمی قضیهٔ دوم رفاه در مقالهٔ ارو (۱۹۵۱) انجام شد.
.
این قضیه بیان می‌دارد که اگر تمام توابع تولید محدب باشند و تمام روابط ترجیحات محدب و اشباع ناپذیر موضعی باشند آنگاه هر تعادل بهینهٔ پرتو از طریق سازوکار بازار قابل دستیابی‌است اگر در موهبات اولیه بازتوزیع انجام شود. این بازتوزیع باید به صورت اخذ مالیات یک‌جا از یک عده و دادن سوبسید یکجا به عده‌ای دیگر باشد.
این قضیه جایگاه و اهمیت سیاست را در اقتصاد پررنگ می‌کند در واقع سیاست‌مدار تصمیم می‌گیرد که از بین تمام تخصیص‌های بهینهٔ پرتو کدام مطلوبیت بیشتری دارد مثلاً می‌تواند تصمیم بگیرد که برابری کامل از نظر او بهینه است یا نابرابری بالا؛ سپس توزیع اولیهٔ ثروت را طوری تغییر دهد که سازوکار اقتصادی بازار به آن دست یابد.

## اثبات ریاضی

### قضیه اول رفاه
بیان رسمی قضیه بدین شرح است:
آگر ترجیحات اشباع‌ناپذیر موضعی باشند، و اگر(x*,y*,p)یک تعادل قیمتی بازاری باشد، آنگاه تخصیص (*x*,y) بهینهٔ پرتو است. به‌طور خاص هر تخصیص تعادلی والراسی بهینهٔ پرتو است.
اثبات: فرض کنید {\displaystyle (x^{*},y^{*},p)} یک تعادل قیمتی والراسی باشد وبردار ثروت مربوط به آن {\displaystyle (w_{1},...,w_{I})} باشد از آنجایی که {\displaystyle \Sigma _{i}w_{i}=p\cdot {\bar {w}}+\Sigma _{j}p\cdot y_{j}^{*}} حداکثرسازی مطلوبیت بیان برای در تعادل قیمتی بیان می‌دارد:
{\displaystyle ifx_{i}\succ x_{i}^{*}}آنگاه {\displaystyle p\cdot x_{i}>w_{i}}
یعنی هر مقداری از x که مصرف‌کنندهٔ i آن را به {\displaystyle x_{i}^{*}} ترجیح دهدغیرقابل خرید است. اشباع ناپذیری موضعی مشخص می‌کند که:
{\displaystyle ifx_{i}\succeq x_{i}^{*}} آنگاه {\displaystyle p\cdot x_{i}\geq w_{i}}
یعنی هرچیزی که حداقل به خوبی {\displaystyle x_{i}^{*}} باشد حداکثر روی قید بودجهٔ فرد قرار دارد.
حال فرض کنید تخصیص {\displaystyle (x,y)} به لحاظ بهینگی پرتو بر تخصیص {\displaystyle (x^{*},y^{*})} قالب باشد. یعنی
{\displaystyle x_{i}\succeq x_{i}^{*}} برای همهٔ iها و {\displaystyle x_{i}\succ x_{i}^{*}} بعضی از iها. در نتیجه
{\displaystyle p\cdot x_{i}\geq w_{i}} برای تمام iها و{\displaystyle p\cdot x_{i}<w_{i}}
برای بعضی iها؛ بنابراین
{\displaystyle \Sigma _{i}p\cdot x_{i}>\Sigma _{i}w_{i}=p\cdot {\bar {w}}+\Sigma _{j}p\cdot y_{j}^{*}}
به علاوه از آنجا که {\displaystyle y_{j}^{*}} حداکثرکنندهٔ سود بنگاه j ام در بردار قیمت p است داریم:
{\displaystyle p\cdot {\bar {w}}+\Sigma _{j}p\cdot y_{j}^{*}\geq p\cdot {\bar {w}}+\Sigma _{j}p\cdot y_{j}}
در نتیجه
{\displaystyle \Sigma _{i}p\cdot x_{i}>p\cdot {\bar {w}}+\Sigma _{j}p\cdot y_{j}}
اما در این صورت (x,y) قابل دست‌رسی نیست. در حقیقت {\displaystyle \Sigma _{i}x_{i}={\bar {w}}+\Sigma _{j}y_{j}} یعنی
{\displaystyle \Sigma _{i}p\cdot x_{i}=p\cdot {\bar {w}}+\Sigma _{j}p\cdot y_{j}}
که در تناقض با عبارت قبلی‌ست. در نتیجه تخصیص تعادلی {\displaystyle (x^{*},y^{*})} بهینهٔ پرتوست.

### قضیهٔ دوم رفاه
در اقتصادی با مشخصات {\displaystyle (\{X_{i},\succeq _{i}\},Y_{j},{\bar {w}})} تخصیص {\displaystyle (x^{*},y^{*})} و بردار قیمت
{\displaystyle p=(p_{1},...,p_{L})\neq 0} یک شبه تعادل قیمتی بازاری را می‌سازد اگر توزیع ثروت {\displaystyle (w_{1},...,w_{I})} به صورت
{\displaystyle \Sigma _{i}w_{i}=p\cdot {\bar {w}}+p\cdot \Sigma p\cdot y_{j}^{*}} وجود داشته باشد به‌طوری که:
(i)برای تمام j‌ها {\displaystyle y_{j}^{*}} سود را در {\displaystyle Y_{j}} حداکثر می‌کند یعنی
{\displaystyle p\cdot y_{j}\leq p\cdot y_{j}^{*}} برای تمام {\displaystyle y_{j}\in Y_{j}}
(ii) برای هر i اگر {\displaystyle x_{i}\succ x_{i}^{*}} آنگاه {\displaystyle p\cdot x_{i}\geq w_{i}}
(iii)
{\displaystyle \Sigma _{i}x_{i}^{*}={\bar {w}}+\Sigma _{j}y_{j}^{*}}
بیان رسمی قضیه بدین شرح است:
اقتصادی با مشخصات {\displaystyle (\{X_{i},\succeq _{i}\},Y_{j},{\bar {w}})}را در نظر بگیرید و فرض کنید {\displaystyle Y_{j}} محدب است و رابطهٔ ترجیحات {\displaystyle \succeq _{i}} محدب و به‌طور موضعی اشباع ناپذیر باشد آنگاه برای هرتخصیص بهینهٔ پرتو {\displaystyle (x^{*},y^{*})} بردار قیمت{\displaystyle p=(p_{1},...,p_{L})\neq 0} وجود داردبه‌طوری‌که {\displaystyle (x^{*},y^{*},p)} یک شبه تعادل قیمتی بازاری‌ست. 
برای هر i تابع {\displaystyle V_{i}} را به عنوان تابع تمام {\displaystyle x_{i}}‌هایی که بر {\displaystyle x_{i}^{*}} ترجیح دارد تعریف می کنیم:
{\displaystyle V_{i}=\{x_{i}\in X_{i};x_{i}\succ x_{i}^{*}\}\subset \mathbb {R} ^{L}} سپس تعریف می‌کنیم:
{\displaystyle V=\Sigma V_{i}=\{\Sigma x_{i}\in \mathbb {R} ^{L};x_{1}\in V_{1},...,x_{I}\in V_{I}\}}
{\displaystyle Y=\Sigma _{j}Y_{j}=\{\Sigma y_{j}\in \mathbb {R} ^{L};y_{1}\in Y_{1},...,y_{J}\in Y_{J}\}}
در نتیجه V مجموع تمام مصارفی‌ست که بین I نفر تقسیم می‌شود که هر کدام توسط مصرف‌کننده اش به {\displaystyle x_{i}^{*}} ترجیح دارد. تابع Y تابع کل تولیدات توابع تولید است.
گام ۱. تمام توابع {\displaystyle V_{i}^{*}} محدب‌اند.فرض کنید {\displaystyle x_{i}\succ x_{i}^{*}} و 
{\displaystyle x_{i}'\succ x_{i}^{*}} به ازای یک 
{\displaystyle 0\leq \alpha \leq 1}
می خواهیم ثابت کنیم 
{\displaystyle \alpha x_{i}+(1-\alpha )x_{i}'\succeq x_{i}^{*}} . از آنجایی که تابع ترجیحات کامل است بدون کاستن از کلیت می‌توان فرض کرد{\displaystyle x_{i}'\succeq x_{i}^{*}} در نتیجه به دلیل محدب بودن ترجیحات داریم:
{\displaystyle \alpha x_{i}+(1-\alpha )x_{i}'\succeq x_{i}} که با فرض تراگذری داریم
{\displaystyle \alpha x_{i}+(1-\alpha )x_{i}'\succ x_{i}^{*}}.
گام۲. مجموعه‌های V و {\displaystyle Y+\{{\bar {w}}\}} محدب‌اند. جمع هر دو تابع محدب محدب است.
گام۳. {\displaystyle V\cap Y+\{{\bar {w}}\}=\varnothing }
این نتیجه‌ای از بهینگی پرتو در
{\displaystyle (x^{*},y^{*})} است. اگر برداری هم در V و هم در {\displaystyle Y+\{{\bar {w}}\}} باشد بدین معنی‌ست که با تکنولوژی و مواهب موجود می‌توان بردار تولیدی به دست آورد که به تمام مصرف کنندگان مقدار مصرفی‌ای برسد که آن را بر {\displaystyle x_{i}^{*}} ترجیح می دهند.
گام۴. بردار قیمت 
{\displaystyle p=(p_{1},..,p_{L})\neq 0} و r وجود دارد به‌طوری‌که {\displaystyle p\cdot z\geq r} به ازای هر
{\displaystyle z\in V} و {\displaystyle p\cdot z\leq r} به ازای هر {\displaystyle z\in Y+\{{\bar {w}}\}}
این مورد به راحتی توسط قضیهٔ ابر صفحهٔ جداکننده قابل اثبات است.
گام۵.اگربرای هرi
{\displaystyle x_{i}\succeq x_{i}^{*}} 
آنگاه
{\displaystyle p\cdot (\Sigma _{i}x_{i})\geq r}.فرض کنید برای هرi
{\displaystyle x_{i}\succeq x_{i}^{*}} با فرض اشباع ناپذیری موضعی برای هر مصرف‌کنندهٔ i مرز مصرف 
{\displaystyle {\hat {x_{i}}}}
به اندازهٔ کافی نزدیک به {\displaystyle x_{i}} وجود دارد به‌طوری‌که {\displaystyle {\hat {x_{i}}}\succeq x_{i}} وبنابراین {\displaystyle {\hat {x_{i}}}\in V_{i}}.در نتیجه {\displaystyle \Sigma {\hat {x_{i}}}\in V} و 
{\displaystyle p\cdot (\Sigma {\hat {x_{i}}})\geq r} با گرفتن حد {\displaystyle {\hat {x_{i}}}\rightarrow x_{i}} نتیجه می‌دهد
{\displaystyle p\cdot (\Sigma _{i}x_{i})\geq r}.
گام ۶.{\displaystyle p\cdot (\Sigma x_{i}^{*})=p{\dot {(}}{\bar {w}}+\Sigma _{j}y_{j}^{*})=r}
از گام ۵ داریم 
{\displaystyle p\cdot (\Sigma _{i}x_{i}^{*})\geq r} به علاوه از آنجا که 
{\displaystyle \Sigma _{i}x_{i}^{*}={\bar {w}}\Sigma _{j}y_{j}^{*}\in Y+\{{\bar {w}}\}}
در نتیجه
{\displaystyle p\cdot (\Sigma _{i}x_{i}^{*})\leq r}
بنابراین {\displaystyle p\cdot (\Sigma _{i}x_{i}^{*})=r} و چون 
{\displaystyle \Sigma _{i}x_{i}^{*}={\bar {w}}\Sigma _{j}y_{j}^{*}} داریم {\displaystyle p{\dot {(}}{\bar {w}}+\Sigma _{j}y_{j}^{*})=r}
گام۷. برای هر j داریم {\displaystyle p\cdot y_{j}\leq p\cdot y_{j}^{*}}
به ازای هر {\displaystyle y_{j}\in Y_{j}}. برای هر بنگاه j داریم 
{\displaystyle y_{j}+\Sigma _{j\neq h}y_{h}^{*}\in Y}
در نتیجه
{\displaystyle p\cdot ({\bar {w}}+y_{j}+\Sigma _{h\neq j}y_{h}^{*})\leq r=p\cdot ({\bar {w}}+y_{j}+\Sigma _{h\neq j}y_{h}^{*})}
در نتیجه{\displaystyle p\cdot y_{j}\leq p\cdot y_{j}^{*}}
گام۸. به ازای هر i اگر {\displaystyle x_{i}\succ x_{i}^{*}} آنگاه {\displaystyle p\cdot x_{i}\geq p\cdot x_{i}^{*}}. فرض کنید داریم{\displaystyle x_{i}\succ x_{i}^{*}} از گام ۵ و ۶ نتیجه می گیریم:
{\displaystyle p\cdot (x_{i}+\Sigma _{k\neq i}x_{k}^{*})\geq r=p\cdot (x_{i}^{*}+\Sigma _{k\neq i}x_{k}^{*})(}
در نتیجه {\displaystyle p\cdot x_{i}\geq p\cdot x_{i}^{*}}
گام ۹. سطح ثروت {\displaystyle w_{i}=p\cdot x_{i}^{*}} به ازای هر {\displaystyle i=1,...,I} بردار
{\displaystyle (x^{*},y^{*},p)} را به عنوان یک شبه تعادل قیمتی بازاری پشتیبانی می‌کند.